# Unas pyramid
Unas pyramid är en pyramid i Egypten. Den ligger i guvernementet Giza, i den norra delen av landet, 22 km söder om huvudstaden Kairo. Unas pyramid ligger 58 meter över havet.
Terrängen runt Unas pyramid är platt. Runt Unas pyramid är det mycket tätbefolkat, med 9 644 invånare per kvadratkilometer. Närmaste större samhälle är Giza, 15,7 km norr om Unas pyramid. Trakten runt Unas pyramid består till största delen av jordbruksmark.